# Feuerwache 5 und Zollamt
Das Gebäude alte Feuerwache 5 und Zollamt in Bremen-Walle, Ortsteil Überseestadt, Waller Stieg 1 bis 5, am Holzhafen nahe dem Überseetor stammt von 1906.
Das Bauwerk steht seit 2019 unter Bremischem Denkmalschutz.

## Geschichte

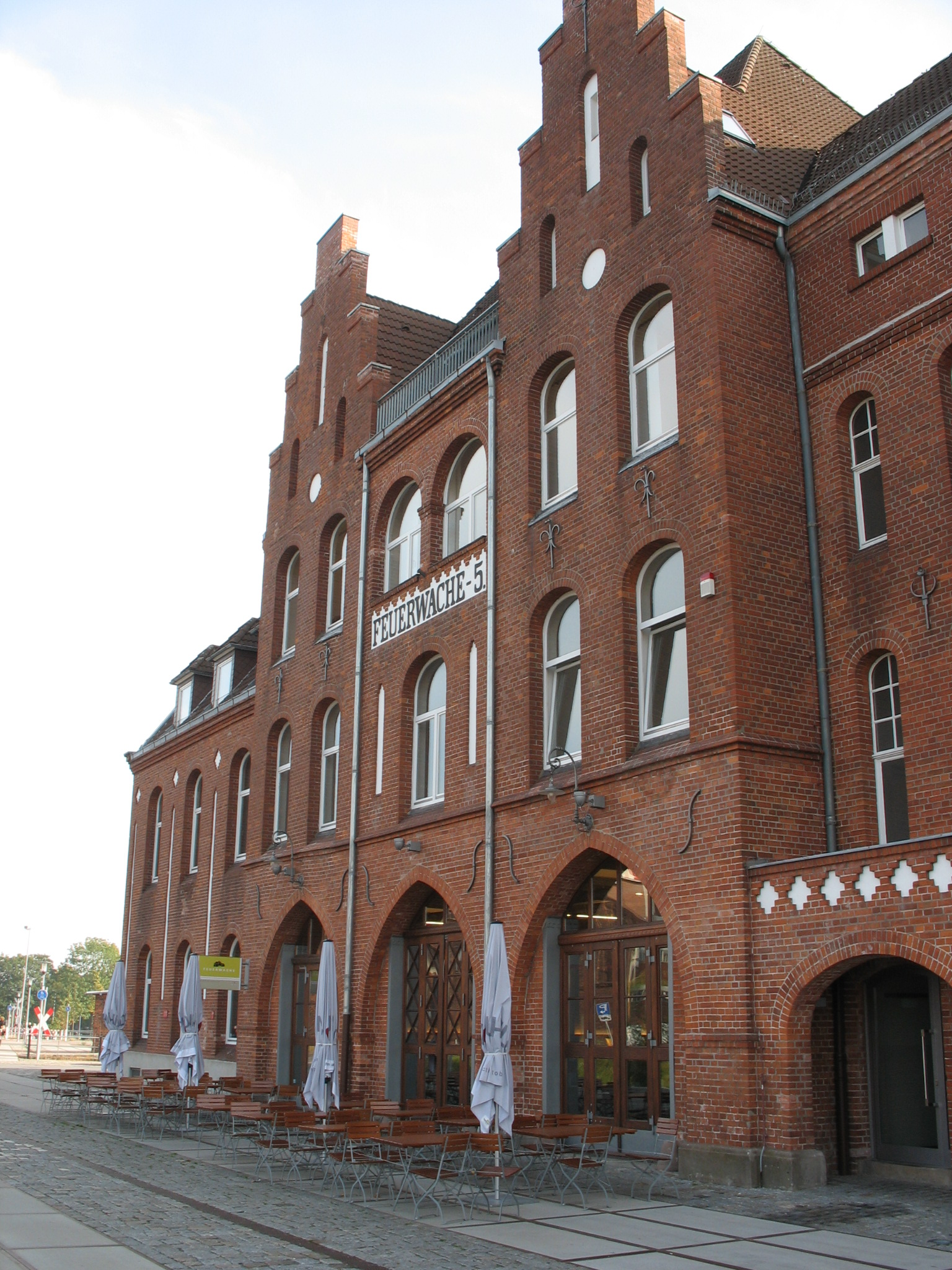
Bereich der alten Feuerwache

Die Feuerwehr Bremen wurde 1870 als Berufsfeuerwehr gegründet. Sie richtete in den neuen Bremischen Häfen 1890 die Feuerwache 4 Am Freihafen I (Europahafen) und 1898 die Feuerwache 5 am Holz- und Fabrikenhafen ein. Letztere bestand anfänglich nur aus einem kleinen Wachgebäude für vier Feuerwehrleute. Bei Alarm brauchte die Feuerwehr um die zwölf  Minuten, um von der Hauptfeuerwache 1 Am Wandrahm bis zum Holzhafen zu fahren. Erhöhte Brandgefahr in den Hafenschuppen und Speichern führte zum Bau eines Feuerwehrhauses im Verbund mit einer Zollwache im Hafen.
Das zwei- und dreigeschossige historisierende verklinkerte Gebäude mit seinen beiden viergeschossigen Treppengiebeln als Risalite im Feuerwehrbereich und einem weiteren zweigeschossigen Giebel im Bereich des Zollamts wurde 1904–06 nach Plänen von Baumeister Ludwig Beermann von der Hochbauinspektion Bremen gebaut. Die schmalen, vertikalen, neugotischen, weiß geputzten Blendnischen gliedern zusätzlich die Baukörper.
Das Landesamt für Denkmalpflege Bremen befand: „Ein weiteres vertikales Element ist das […] hochaufragende Walmdach, das wie der Vierungsturm eines Querhauses die Firstlinie überragt. […] Bemerkenswert sind die vielen erhaltenen Details der ehemaligen Wagenhalle der Feuerwehr.“
Innen sind trotz der Umbauten Ausstattungsdetails erhalten wie die zwei Haupttreppenhäuser, die Rahmen und Zimmertüren in den Fluren, ein umlaufendes zweifarbiges gemauertes Ziermuster, der Klinkerfußboden und die drei großen Ausfahrtstore.
1952 wurden im Dachgeschoss Büros eingebaut.
Nach dem Bau der neuen Feuer- und Rettungswache 5 in der Gottlieb-Daimler-Straße wurde das Gebäude verkauft.
2004 erfolgte durch private Bauherren ein Umbau für die Nutzung als Restaurant Feuerwache (früher: Wagenhalle, Turnhalle und Einsatzzentrale) und Büros.
Von Beermann stammen u. a. denkmalgeschützt auch das Überseemuseum (mit Heinrich Flügel), die Schule an der Schleswiger Straße und die Schule an der Oslebshauser Heerstraße.